# Дівчина з далекої річки
«Дівчина з далекої річки» (інша назва: «Паперова стрічка») — радянський чорно-білий німий кінофільм 1927 року, режисера Євгена Червякова, знятий на кіностудії «Совкіно» в 1927 році. Вийшов на екрани 15 травня 1928 року. Фільм вважається втраченим у роки Німецько-радянської війни. У переліку зі 102 найбільш значущих втрачених російських фільмів, ця картина посідає 1-й рядок[джерело?].

## Сюжет
Дівчину Чижок виростив дід. Він навчив її грамоти й роботи з телеграфом. Дід загинув, дівчина залишилася сама. Телеграф щодня протягом шести років повідомляв їй новини з великого світу. Вона дізнається про великі діла в країні. Одного разу на стіні сторожки з'явився дитячий малюнок із зображенням «Леніна».
Ленін став уявним співрозмовником дівчини. У ній зародилася мрія поїхати в Москву і побачити вождя. У сторожці дівчина отримує звістки про стан здоров'я Леніна і приймає повідомлення про його смерть. Коли Чижок дізнається про смерть Леніна, вона вражена і біжить, шукаючи чиєїсь допомоги.
Дівчина-телеграфістка з «глухого закутка» здійснює свою мрію про поїздку в Москву. Там вона бачить розкішні реклами й виряджених непманів. Дівчина розгублена й розчарована.
Але раптово вулицю заповнює святкова демонстрація комсомольців. Чижок виступає з трибуни на тлі Кремля. Їй аплодує вся площа.
Розчарування дівчини змінюється гарячим ентузіазмом. Повернувшись у свій край на березі далекої річки, вона бачить початок великого будівництва. Вона розуміє, що її праця є частиною великої спільної справи.
Наприкінці фільму показаний поїзд, що йде по тунелю, вирубаному в горах. На паровозі попереду портрет Леніна.

## У ролях
- Роза Свердлова —  Чижок
- Володимир Ромашков —  дідусь Чижок
- Петро Кириллов —  Олексій, сторож
- Михайло Гіпсі —  мисливець
- Олександр Громов — епізод
- Борис Шліхтінг —  непман
- Володимир Гребньов — епізод

## Знімальна група
- Режисер — Євген Червяков
- Сценарист — Григорій Александров
- Оператор — Святослав Бєляєв
- Художники — Євген Єней, Семен Мейнкін